# Хроматин

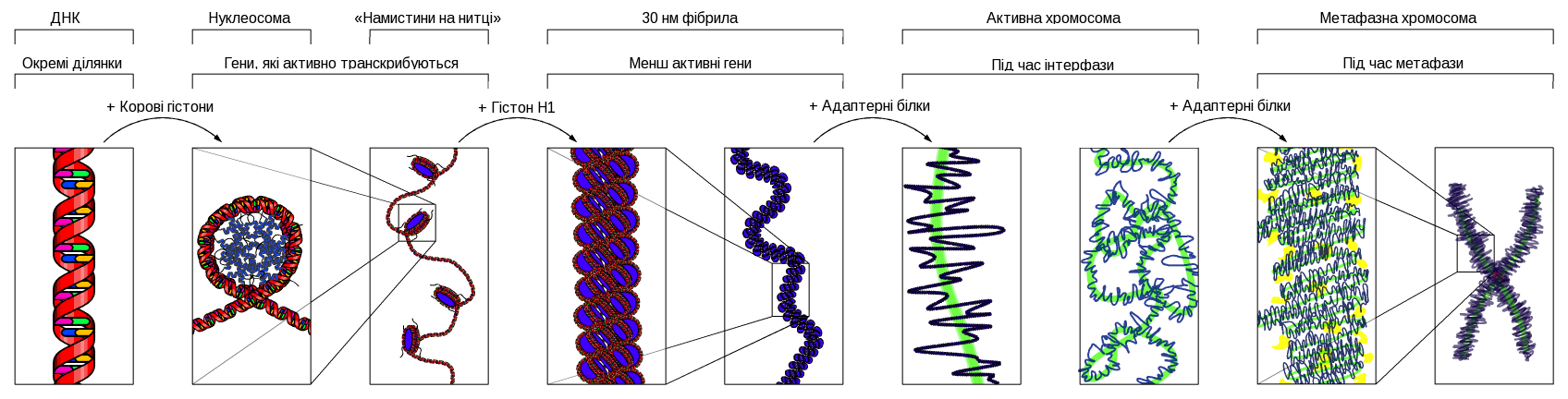
Основані структури упаковки ДНК: ДНК, нуклеосома, 10 нм фібрила, 30 нм фібрила і хромосома під час метафази.

Хромати́н — комплекс молекул ДНК та специфічних білків, що складає хромосоми. В клітинах еукаріот хроматин розташований в ядрі, а в клітинах архей — у нуклеоїді. Окрім ДНК до складу хроматину входять білки: гістони, а також негістонові білки хроматину. Разом вони забезпечують упакування і захист від механічних ушкоджень ДНК, контролюють її доступність, здійснюють модифікації, реплікацію, репарацію та експресію генів. Слово «хроматин» походить від лат. chroma — «колір», і виникло через його контрастне фарбування деякими барвниками.
За допомогою гістонів ДНК упакована у так звані нуклеосоми, структури на які намотані нитки ДНК. Нуклеосоми розташовуються досить регулярно, і утворена структура нагадує намисто. Нуклеосома складається з гістонів чотирьох типів: H2A, H2B, H3 і H4. В одну нуклеосому входять по два білки кожного типу — всього вісім білків. Гістон H1, більший ніж інші гістони, і зв'язується з ДНК у так званих лінкерних послідовностях, тобто між нуклеосомами. Нуклеосома разом з H1 називається хроматосомою.
Нитка ДНК з нуклеосомами утворює нерегулярну соленоїд-подібну структуру завтовшки близько 30 нанометрів, так звану 30 нм фібрилу. Подальша упаковка цієї фібрили може мати різну щільність. Якщо хроматин упакований щільно, його називають конденсованим або гетерохроматином, його видно під мікроскопом. ДНК гетерохроматину не доступна для транскрипції, такий стан характерний для багатьох некодуючих ділянок, або генів, експресія яких не потрібна у конкретному типі клітин у цей момент клітинного циклу. В інтерфазі гетерохроматин зазвичай розташовується по периферії ядра (пристінковий гетерохроматин). Повна конденсація хромосом відбувається перед поділом клітини. Якщо хроматин упакований нещільно, його називають інтер- або еухроматином. У цьому стані він більш доступний для різноманітних ферментів і зазвичай транскрипційно активний. Щільність упаковки хроматину великою мірою визначається модифікаціями самої молекули ДНК, зокрема її метилюванням, а також «хвостів» білків-гістонів — ацетилюванням, метилюванням, фосфорилюванням тощо.

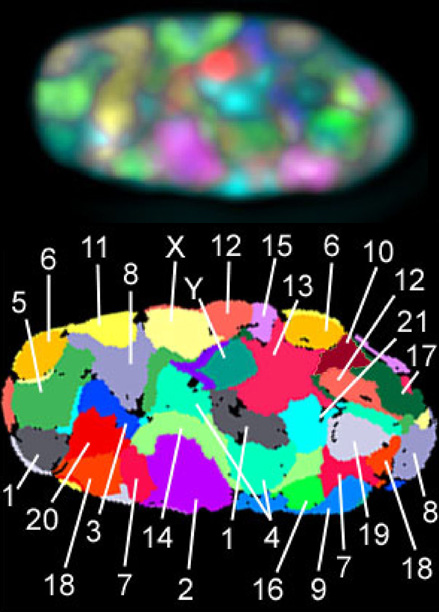
«Хромосомні території» у ядрі фібробласта людини під час прометафази, кожна хромосома позначена іншим кольором

Вважається, що в ядрі клітин еукаріотів існують так звані функціональні домени хроматину, ДНК одного домену містить приблизно 30 тисяч пар основ, тобто кожна ділянка хромосоми має власну «територію». Це може забезпечуватись специфічним зв'язуванням хромосом із ділянками ядерної мембрани. Зокрема приускається, що теломерні (кінцеві) і центромерні (що відповідають за з'єднання сестринських хроматид в мітозі) ділянки хромосом закріплені на білках ядерної ламіни. Проте питання просторового розподілу хроматину в ядрі потребує подальшого вивчення.